# Jamestown (Washington)
Pour les articles homonymes, voir Jamestown.
Jamestown est une census-designated place du comté de Clallam dans l'État de Washington.
Sa population était de 361 habitants en 2010.
Le nom de la localité vient du nom d'un chef indien Clallam appelé James.